# Transformers (film, 1986)
A Transformers Televideo címben: Alakváltók (eredeti cím: Transformers: The Movie) 1986-ban bemutatott amerikai–japán rajzfilm, mely az azonos című Transformers koprodukciós animesorozaton alapszik, és illeszkedik annak történetébe. Fő témája az alakváltók harca egymás és a gonoszság bolygó alakban érkező megtestesülése, Unikron ellen. A történet 20 évvel a sorozat második évadja után (egész pontosan 2005-ben) játszódik, és az első két évadtól képi világban, szereplőkben és hangulatban jelentős eltéréseket mutató harmadik évad közvetlen előzményeit meséli el. Maga a film jóval sötétebb hangvételű, [forrás?] és több erőszakot tartalmaz, mint a korábbi sorozat.
A filmet Észak-Amerikában 1986. augusztus 8-án, Japánban augusztus 9-én mutatták be. Nelson Shin rendezte, aki megelőzőleg a Transformers producere volt. A szereplőknek olyan neves színészek kölcsönözték a hangjukat, mint például Eric Idle (Wreck-Gar), Judd Nelson (Hot Rod), Orson Welles (Unicron), Scatman Crothers (Jazz) és Leonard Nimoy (Galvatron).
A film fogadtatása erősen vegyes volt mind rajongói, mind kritikai, mind pénzügyi szinten, de összességében inkább kedvezőtlen.

## Cselekmény
- Az alábbiakban a képregényből származó hivatalos nevek lesznek használva.

2005-ben járunk. Az alakváltók szülőbolygóján, a Kibertronon a jóságos autobotok Optimusz fővezér irányításával a bolygó visszafoglalására készülnek a gonosz álcáktól (akik megkaparintották felette a hatalmat), míg a Földön Autobotvárosban, az autobotok építette földi helyőrségen egy maroknyi harcosuk egy kisfiú, Daniel Witwicky (Spike Witwicky fia) társaságában a bolygóra vigyáz.
A Lézercsőr nevű álca a Kibertronon kikémleli Optimusz terveit, az álcák Megatron irányításával elfoglalják a Bárka nevű autobot-űrhajót, a Földre jönnek, és megrohamozzák Autobotvárost. Minthogy az álcák az elfoglalt autobot-űrhajóval érkeznek, az autobotok későn veszik észre a veszélyt (csak Danielnek köszönhető, hogy egyáltalán észreveszik), azonban derekasan ellenállnak, és segélykérő üzenetet küldenek a Kibertronra.
Az álcák már-már győznek, amikor megérkezik Optimusz, megfutamítja őket, és összecsap Megatronnal. Bár Nagyágyú beveti magát a küzdelembe fővezére oldalán – vagy éppen ezért – Megatron ellenfelei figyelmetlenségét kihasználva, az egyik elesett lézerpisztolyával halálosan megsebesíti Optimuszt. Ezután az autobotok is lelövik Megatront, de Fülelő kimenti súlyosan megsérült vezérét. Az álcák társukat, Űrvonatot használva űrhajónak, elmenekülnek anyabolygójuk felé.
Mielőtt Optimusz meghal, átadja a fővezérséget és a Mátrixot Ultra Magnusznak, azzal a megjegyzéssel, hogy a nagy erejű tárgy egyszer jó szolgálatot fog tenni, amikor eljő a legnagyobb gonosz. Sajnos Ultra Magnusz (mint később kiderül) félreérti ezt, és azt hiszi, a Mátrix egy szimpla szuper-lőfegyver, amit Megatron ellen kell bevetni (minthogy nem ismer nála nagyobb gonoszt).
Közben Űrvonat, akinek fedélzetén a Kibertronra tartó álcák a vezérségen marakodnak, panaszkodik, hogy túlságosan meg van terhelve utasokkal, ezért Üstökös kérdésére és a szerkesztett Csonttörő javaslatára kidobják az űrbe a halottakat és sebesülteket, köztük Megatront is.
Közben megérkezik Unikron, a bolygó alakú, bolygófaló sötét istenség, és felfalja a Kibertron holdjait. A földi autobotok üzenetet kapnak, miszerint szükség van a segítségükre. Az egyik autobot, Nagyágyú sejteni kezdi, hogy Optimusznak a Mátrixra vonatkozó szavai Unikronról szólnak.
Megatron és társai Unikron színe elé kerülnek a sötét isten szándéka szerint, aki átalakítja Galvatronná, és szolgájává teszi. A halott álcákból új hadsereget alkot neki, és rákényszeríti, hogy induljon el megölni Ultra Magnuszt, és hozza el vagy pusztítsa el a Mátrixot.
Az autobotok is elindulnak a fenyegetett Kibertron felé, azonban útközben Galvatron lecsap rájuk, egy részük (Nagyágyú, Kup, és a dinobotok) lezuhannak a Quintessa bolygón, a többiek a Junk („hulladék”) bolygó szeméttelepein landolnak, hogy megjavítsák sérült siklójukat. A Quintessán Nagyágyút és Kupot elfogja a helyi, sharktikonokból (cápakonokból) álló hatóság, akik egy quintesson bírónak engedelmeskednek. Akiket a bíró „ártatlannak” ítél, egy cápakonoktól hemzsegő lávatóba vetik, ahol felfalják őket (a bűnösök sorsa itt ismeretlen, a rajzfilmsorozatból azonban ismert, hogy rájuk is ugyanez vár), és ez történik a két autobottal is, akik felveszik a harcot a cápakonokkal. A túlerővel nehezen bírnak, de megérkezik Mogorva a dinobotjaival, akik kiszabadítják őket végül. Az autobotok kiszabadítják az egyetlen börtönben maradt nem-alakváltó foglyot is, akinek hajójával elindulnak megkeresni a társaikat.
Eközben a Junk bolygón Galvatron, miután előzőleg a Kibertronon megölte a magát vezérré koronáztató, „királyosdit játszó” Üstököst, megtámadja az autobotokat, harcképtelenné teszi a többiek menekülését fedező Ultra Magnuszt (aki félreértve Optimusz utolsó szavait, a Mátrixszal hiába próbálja lelőni a támadót) és megszerzi a Mátrixot. Azonban esze ágában sincs tovább szolgálni Unikront, hanem azt tervezi: mivel Unikron annyira fél ettől a tárgytól, rákényszeríti vele, hogy Galvatront szolgálja. A maradék autobotokat Wreck-Gar, egy helyi motorosbanda (a junktikonok) alakváltószerű vezére támadja meg. A csetepaté közepébe érkezik Nagyágyú, Kup, és Mogorva. A Kuptól tanult „univerzális üdvözlőformula” (ez egy ismeretlen nyelven elhangzó pár szavas köszöntés) segítségével (ami a cápakonokra nem nagyon hatott) lecsillapítja Wreck-Gar-ékat, és szövetségesek lesznek, még egy újabb űrhajót is kapnak. Ultra Magnuszt is rendbe hozzák, aki elmondja, hogy a Mátrix már Galvatronnál van. A két hajó elindul, hogy megküzdjön Unikronnal, aki, miután a Kibertron két holdját már bekebelezte, magát a főbolygót fenyegeti.
Galvatron sikertelenül próbálja legyőzni Unikront a Mátrixszal, mivel a tárgyat csak egy autobotvezér képes irányítani. Az álca elrejtőzik Unikron testében, a sötét isten pedig robot alakot ölt, és elkezdi felfalni a bolygót. Sikertelenül támadják a kibertroni álcák és autobotok is, valamint a két újonnan érkező autobot-hajó, Unikron erősebbnek bizonyul. Nagyágyúék hajója azonban Unikron szemén át áttörve, az istenség testében köt ki. Az autobotoknak menekülniük kell a belső védelmi rendszer elől, mígnem egy olvasztókohóhoz érnek, ahol az elfogott alakváltókat olvasztják be. Daniel sikeresen leállítja a folyamatot, és kiszabadítják az apját, aki az egyes holdat ért támadáskor esett fogságba, valamint Űrdongót és pár másik autobotot. Közben a szintén menekülő Nagyágyú találkozik Galvatronnal, aki új terven töri a fejét, hogy elpusztítsa Unikront. Szövetséget akar kötni Nagyágyúval, de Unikron nem hagyja, és támadásra kényszeríti. A Mátrix azonban Nagyágyúhoz kerül, aki átalakul Rodimusz fővezérré, az űrbe hajítja Galvatront, és megöli Unikront a Mátrix erejével. Unikron feje elválik a testétől, majd a test darabokra szakad. A foglyok kimenekülnek.
Az alakváltók a Kibertronon békét kötnek, és ünneplik a győzelmet, miközben egy epilógusszerű üzenet tudat Optimusz várható visszatéréséről. Unikron feje pályára áll a Kibertron körül holdként.

## Szereplők
| Szereplő                                         | Eredeti hang        | Magyar hang                          | Magyar hang                      |
| Szereplő                                         | Eredeti hang        | 1. magyar szinkron (Televideo, 1990) | 2. magyar szinkron (Mirax, 1997) |
| ------------------------------------------------ | ------------------- | ------------------------------------ | -------------------------------- |
| Narrátor                                         | Victor Caroli       | Kránitz Lajos                        | Bozai József                     |
| Optimus Prime                                    | Peter Cullen        | Kránitz Lajos                        | F. Nagy Zoltán                   |
| Vaskezű (1. szo.) Ironhide (2. szo.)             | Peter Cullen        | Szersén Gyula                        | ?                                |
| Ultra Magnus                                     | Robert Stack        | Szersén Gyula                        | Galambos Péter                   |
| Peca (1. szo.) Hot Rod / Rodimus Prime (2. szo.) | Judd Nelson         | Karsai István                        | Csík Csaba Krisztián             |
| Kup                                              | Lionel Stander      | Szersén Gyula                        | F. Nagy Zoltán                   |
| Látó (1. szo.) Perceptor (2. szo.)               | Paul Eiding         | Szersén Gyula                        | Bozsó Péter                      |
| Blaster                                          | Buster Jones        | Kránitz Lajos                        | Németh Gábor                     |
| Arcee                                            | Susan Blu           | Farkasinszky Edit                    | Csere Ágnes                      |
| Dani (1. szo.) Daniel (2. szo.)                  | David Mendenhall    | Farkasinszky Edit                    | Előd Álmos                       |
| Starscream                                       | Chris Latta         | Szersén Gyula                        | Bartucz Attila                   |
| Jazz                                             | Scatman Crothers    | Karsai István                        | Bartucz Attila                   |
| Hadari (1. szo.) Blurr (2. szo.)                 | John Moschitta, Jr. | Karsai István                        | Bartucz Attila                   |
| Csuka (1. szo.) Spike (2. szo.)                  | Corey Burton        | Ujréti László                        | F. Nagy Zoltán                   |
| Brawn                                            | Corey Burton        | ?                                    | Németh Gábor                     |
| Shockwave                                        | Corey Burton        | ?                                    | Németh Gábor                     |
| Unicron                                          | Orson Welles        | Kránitz Lajos                        | Bácskai János                    |
| Wreck-Gar                                        | Eric Idle           | ?                                    | ?                                |
| Kickback                                         | Clive Revill        | ?                                    | Bartucz Attila                   |
| Megatron / Galvatron                             | Frank Welker        | Ujréti László                        | Garai Róbert                     |
| Megatron / Galvatron                             | Leonard Nimoy       | Ujréti László                        | Garai Róbert                     |
| Fürkész (1. szo.) Soundwave (2. szo.)            | Frank Welker        | Karsai István                        | Bácskai János                    |
| Rumble                                           | Frank Welker        | ?                                    | ?                                |
| Frenzy                                           | Frank Welker        | ?                                    | ?                                |
| Laserbeak                                        | Frank Welker        | ?                                    | ?                                |
| Wheelie                                          | Frank Welker        | ?                                    | Halasi Dániel                    |
| Junkion                                          | Frank Welker        | ?                                    | ?                                |
| Kranix                                           | Norman Alden        | Ujréti László                        | ?                                |
| Arblus                                           | Norman Alden        | ?                                    | ?                                |
| Prowl                                            | Michael Bell        | ?                                    | ?                                |
| Scrapper                                         | Michael Bell        | ?                                    | ?                                |
| Swoop                                            | Michael Bell        | ?                                    | ?                                |
| Junkion                                          | Michael Bell        | ?                                    | ?                                |
| Űrmozdony (1. szo.) Astrotrain (2. szo.)         | Jack Angel          | Karsai István                        | ?                                |
| Grimlock                                         | Gregg Berger        | ?                                    | Németh Gábor                     |
| Cyclonus                                         | Roger C. Carmel     | ?                                    | ?                                |
| Quintesson vezető                                | Roger C. Carmel     | Ujréti László                        | Bácskai János                    |
| Quintesson bíró                                  | Regis Cordic        | Kránitz Lajos                        | Galambos Péter                   |
| Dirge                                            | Bud Davis           | ?                                    | ?                                |
| Blitzwing                                        | Ed Gilbert          | ?                                    | ?                                |
| Űrdongó (1. szo.) Bumblebee (2. szo.)            | Dan Gilvezan        | Karsai István                        | Bácskai János                    |
| Korbács (1. szo.) Scourge (2. szo.)              | Stan Jones          | ?                                    | ?                                |
| Cliffjumper                                      | Casey Kasem         | ?                                    | Csík Csaba Krisztián             |
| Shrapnel                                         | Hal Rayle           | ?                                    | ?                                |
| Inferno                                          | Walker Edmiston     | ?                                    | ?                                |
| Gears                                            | Don Messick         | ?                                    | ?                                |
| Scavenger                                        | Don Messick         | ?                                    | ?                                |
| Ugró (1. szo.) Springer (2. szo.)                | Neil Ross           | Ujréti László                        | Bácskai János                    |
| Bonecrusher                                      | Neil Ross           | ?                                    | Csík Csaba Krisztián             |
| Hook                                             | Neil Ross           | ?                                    | ?                                |
| Slag                                             | Neil Ross           | ?                                    | Garai Róbert                     |

## Filmzene
A film zenei szerkesztője Ed Frugé és Vince DiCola volt. Háttérzenéjének egy része elektronikus jellegű, ezt Vince DiCola írta, és a filmben csak egy részét hallani (a kiadott soundtrack albumhoz képest). A háttérzene másik része különféle amerikai rockegyüttesektől származik, mint pl. Stan Bush, a Kick Axe ('Spectre General'-ként szerepel a stáblistán, mivel az eredeti név – ami kb. 
„vágóbaltát” jelent – túl agresszívnak tűnt egy gyerekfilmhez), a nagyon rövid életű N.R.G., és a már nem aktív Lion, utóbbi a főcímzenét alkotta meg. Egy szám (Dare to be Stupid) 'Weird Al' Yankovich műve.
A zene (egy része), a soundtrack album 1999-ben jelent meg először The Transformers The Movie: Original Motion Picture Soundtrack címmel, tíz dallal, majd 2007-ben egy bővebb, 14 dalos, de a teljestől (a score jellegű dalok java részét nem tartalmazta) még mindig messze lévő újrakiadás; mindkettő a Scotti Bros. Records (USA) és a Pony Canyon (Japán) kiadásában.
A filmhez tartozó score album a 3H Enterprises kiadásában jelent meg 1997-ben, illetve egy újrakiadásban 1998-ban Till All Are One címmel, a '97-es és '98-as BotCon („hivatalos” Transformers rajongói találkozó) alkalmából. A két CD-ből álló anyag első lemeze tulajdonképpen egy bónuszlemez, ugyanis nem score anyag, hanem összetételében megegyezik Stan Bush egyik rockzenei lemezével, a Call to Action cíművel. Utóbbi olyan kapcsolatban volt a filmmel, hogy tartalmazta a Stan Bush által a filmhez írt dalokat, más, azzal kapcsolatban nem álló dalok mellett, valamint egy bónuszdalt (Ground Zero), amelyet Bush a BotCon alkalmára írt. A második lemezen Vince Dicola anyaga volt található, egy ettől eltérő  bónuszdallal (Transformers Theme – Alternate Version), amelyet Stan Bush dolgozott át a Lion együttes által a filmhez írt főcímdalból. Azonban ez a score album sem volt teljes: 4–5 szám hiányzott belőle.
A teljes anyag – Lighting Their Darkest Hours (3H Enterprises) – amely 33 dalból áll (közülük egy ismét a Bush által átdolgozott alternatív főcímdal, amely a filmben nem volt hallható), 2001-ben jelent meg, szintén az az évi BotCon alkalmából.
Még két, a filmhez kapcsolódó lemez is megjelent. Az egyik az Artistic Transformations, amely egy rövid válogatás a score anyagból, DiCola által hangversenyzongorára áthangszerelve. Ez is a 2001-es BotCon-on volt kapható, más úton nem került kereskedelmi forgalomba. A másik szintén az az évi BotCon-on látott napvilágot, de forgalomba is került, a Protoform Sessions. Ez Vince DiCola dalai nagy részének korai verzióit tartalmazza, minden dalhoz egy intro résszel („transition”), ahol DiCola röviden kommentálja szerzeményeit. Néhány "dal" bónusz jellegű, pl. a legelső, amelyben DiCola köszönti a hallgatókat, illetve a Death of Optimus Prime-nak egy BotConon előadott élő változata.

## Fogadtatása, kritikák
Kiadásának idején nagy felháborodást okozott a rajzfilmet néző gyerekek között, hogy milyen sok szereplőt (az első két évad szereplőgárdájának majdnem az egészét) megölték vagy lecserélték. Mindezt azért, hogy a boltokban már nem kapható játékfigurák helyett az újakat tudják reklámozni. Hírek keringenek, miszerint a készítők eredetileg sokkal több ilyesfajta jelenetet akartak beépíteni a filmbe, melyek közül az egyikben a jóságos autobotok majdnem minden harcosa egy támadás során, sortűzben hullik el, s Optimusz fővezér is porrá hullott volna halála után (megjegyzendő, ezekre a kivágott jelenetekre csak utalások vannak, például hogy az Optimusz halálánál lejátszott zeneszám igazából hosszabb, mint amennyi a filmben hallatszik). A film végleges változatában azonban sikerült lecsillapítani az erőszakot.
Bár Optimusz kiiktatását szokás a Hasbro és a G.I. Joe készítőinek tárgyalásaival magyarázni (a G.I. Joe készítői „megölték” az Optimusz alakjához hasonlító Duke-ot a filmben, mire a Hasbro azt követelte Shintől, hogy tegye ugyanezt, sőt, inkább Optimusz haljon meg, mint Duke), mindez nem magyarázat sok más jóságos szereplő halálára, amitől a fiatal rajongók közül (a film bemutatóját 4 éves nézők is látták) sokan traumatikus állapotba kerültek, úgy tartják[forrás?], hogy sokan bezárkóztak a szobájukba, hogy ott sirassák rajzfilmhőseiket. Számos levél érkezett emiatt a Hasbro-nak, arra ösztökélve őket, hogy a sorozat harmadik évadjában valamiképp hozzák vissza Optimusz Fővezért. Ez a felélesztés sajnos nagy inkonzisztenciának adott utat a sorozaton belül. A filmbe utólag zárómonológot iktattak be, amely Optimusz visszatértéről beszél.
E mozifilmben bukkant fel elsőként sok-sok olyan elem, melyek közül több-kevesebb (szerzőtől és műtől függően) azóta a Transformers univerzum állandó vagy vissza-visszatérő alkotóelemei között van. Ilyenek Unikron, az óriási bolygófaló alakváltó; a quintessonok és szolgáik, a mechanikus cápává alakuló sharktikonok (cápakonok), akik a G1 rajzfilm utolsó szériájának főszereplőivé váltak; vagy az Autobot Vezetői Mátrix, az autobotok vezérének mellkasában hordozott, hatalmas erejű tárgy, mellyel legyőzték Unikront. A gond ezekkel az, hogy a film előtt a rajzfilmben sehol nem tűntek fel, és egy sor folytonossági hibát okoztak. Egyesek írói tehetségtelenséget vélnek mögöttük felfedezni [forrás?], mivel az eddig nem emlegetett Mátrix pont egy olyan eszköz, ami képes megsemmisíteni az eddig szintén meg nem említett főellenséget, hogy "deux ex machina" módon hozza el a film végkifejletét.
Hírhedt mozzanat továbbá a filmben a káromkodás megjelenése. Ezek az „Oh, shit!” és a „Damn it.”, melyekből az előzőt később kicenzúrázták. A második magyar szinkronban érdekes módon, noha a fentit abból is kivágták, számos más profanitás – egy részük ráadásul autobotok szájából – („szarháziak” – Ironhide / Acélfejtől; sőt, „seggfej” – Grimlock / Mogorvától; kibelezéssel fenyegetés, stb.) hangzik fel.
Nemcsak a filmről írt kritikák voltak többségükben negatívak, mindent összevéve is bukásnak volt tekinthető. Összesítve hatmillió dollárt sem ért el a bevétel. Ez okból a G.I. Joe filmet sem vetítették mozikban, csak kazettán került forgalomba. Most, több mint 20 évvel később, egy kultusz cseperedett a film köré.[forrás?]

## Magyarországi megjelenések
Első:
1990 októberében Kazettán került a magyar piacra először a film, melyet „a Televideo-s változatként” ismernek. A film címe Alakváltók lett. A szinkron nem használja az egyes szereplők neveinek eredeti fordításait, és maga a szöveg is leegyszerűsítettnek tűnik az eredetihez képest. Előfordul, hogy a hang-száj szinkron teljesen elmarad, ugyancsak feltűnő a hangokat adó színészek beleélésének hiánya. Sőt, esetenként az egyik szereplő monológja átmehet egy másiknak a szövegébe, ugyanazon szinkronhanggal. Ez a változat voltaképp inkább alámondásos, mintsem szinkronos, és elég kezdetleges technikával gyártották. Úgy is szokás emlegetni, mint a „Varangyos szinkron”, ugyanis az álcákat (angolul Decepticon) Varangyoknak hívják.
Második:
1997-ben a filmet majd Magyarországon a Mirax adta ki ugyanazt VHS-en, csupán új magyar változattal, és a cím egyszerűen Transformers, később pedig ugyanazzal adta ki DVD-n, s a cím egyszerűen A Transzformerek. Maga a kiadvány számos hibát tartalmaz. A hátsó borítón, illetve a lemezen a G.I. Joe című animációs film jelentei találhatók. Ez a fordítás sem használja a korábban már képregény formában megjelent karakterek magyar neveit, hanem vagy angol nevük hangzik el, vagy teljesen új fordításokat alkalmaz. Egyik legismertebb félrefordítása a film főgonosza, Unicron, akit "Az Unikornis"-nak fordítottak. Egy pár jelenetben pedig nem létező robotokat szólítanak meg, mivel valószínűleg a fordító a mondatok egyes szavait valós névként értelmezte. Megeshet, hogy a szereplőt alakító színész (ezáltal a szinkronhang) jelenetről jelenetre kicserélődik, vagy hogy a szinkronszínész gyakorlatilag önmagával folytat beszélgetést. Az előző kiadáshoz hasonlóan néhol itt is keverik az egyes robotokat. Összességében ez utóbbi mégis sokkal megmunkáltabb.
Bár egyik kiadványt sem lehet tökéletesként elkönyvelni, a kettő közül az előző szinkront tartják jobbnak, minden hibája ellenére. Az újabb gyakran vált nevetség tárgyává a rajongók közt [forrás?].
Az Amerikában immár sokadjára megjelent filmet tehát mind ezidáig nem élvezhetjük teljes magyarosságban.

## Érdekességek
- A film éppen olyan ferdén döntött beúszó prológ-szöveggel kezdődik, mint a Csillagok háborúja filmek.
- Stan Bush rockzenész, aki a zene egy részét szerezte, ebben az időben (a nyolcvanas évek végén) népszerű akciófilmek zenéinek (Kobra, Véres játék, Kickboxer) megalkotásával híresült el; Weird Al Yankovich, aki egyetlen háttérzene-darab szerzője, később szinkronszerepet vállalt a folytatódó rajzfilmsorozatban. Azt a Wreck-Gar nevű karaktert alakította, akinek belépő jelenete alatt Yankovich dala szól.
- A rendezőtől eredő koncepció, miszerint az alakváltók haláluk után elvesztik színeiket, nem vált kanonikus elemmé a Transformers univerzumban. Egy másik effekt azonban igen: amikor Optimusz meghal, optikai szenzorainak (szemeinek) fénye is kialszik, ehhez hasonló jelenetek láthatóak a M. Bay rendezte mozifilmekben is, valamint a Transformers: Prime sorozatban.
- A quintessonok eredetileg Unikron szolgái lettek volna, és így kerültek be a Transformers: Universe c. kiadványba, azonban ezt az elképzelést a film készítése közben megváltoztatták.
- Két neves színésznek, Orson Wellesnek és Scatman Crothersnek ez volt az utolsó filmszerepe.[1]